# بنفشه کاجی
 بنفشه کاجی(نام علمی: Viola lobata) نام یک گونه از سرده بنفشه است.